# 皇甫枚
皇甫枚（生卒年不詳），字遵美，唐代河南縣（今河南洛陽）人，祖籍安定三水（今甘肅省涇州縣北）人。皇甫枚為晚唐五代的文學家，他的主要著作為《三水小牘》，此書被稱為「晚唐傳奇之花」。

## 生平
生卒年不詳，大約生於唐宣宗大中十年（856年）、十一年（857年）之間，於天祐庚午（910年）約為五十三、四歲，卒年未知。
皇甫枚非其父皇甫煒親生，根據《皇甫煒墓誌》與《皇甫煒夫人墓誌》所記，皇甫煒的兩位正妻皆無生養嫡子，再根據皇甫枚出仕為官與繼承宅第產業的情況推斷，皇甫枚應是嗣子（過繼以承嗣的侄子）。
皇甫枚在唐懿宗咸通十四年（873年）擔任汝洲魯山縣（今河南省魯山縣）主簿。同年冬天，由汝州入秦（今陝西）。唐僖宗光啟（885-888）年初，皇甫枚客居鄭地（今陝西省華縣），當時唐僖宗在梁州（今陝西省南鄭區），相隔不遠，不久後皇甫枚便受唐僖宗徵召，前往梁州。最後一則關於皇甫枚的生平紀錄為他完成《三水小牘》的時間地點—在天祐庚午年間（910年），皇甫枚在客居汾晉（今山西省）時完成了《三水小牘》。

## 思想
皇甫枚的思想受儒道佛三家的影響，但道佛兩家的影響皆不深，其核心思想以儒學為重。
皇甫枚以春秋學著稱，但唐代多混淆《春秋》與《左傳》，將其二經典視為一體，皇甫枚亦不例外，其著作《三水小牘》明顯受《左傳》的影響，多引用《左傳》典故。《左傳》對皇甫枚的思想的影響甚大，可分為兩個面向。首先《左傳》傳經的特點著重於求實，此影響皇甫枚的史學觀點。除歷史事件之求真，皇甫枚對當代時事亦感興趣，其透過與人交談獲知當代時事且紀錄之，並極力證明其所記為當代時事，其歷史意識與實事求是的精神便是受《左傳》的影響。第二，《左傳》中的畏天論（人事決於天命）與修德論（天命因於人事）亦影響皇甫枚，在皇甫枚的身上與作品能看見他對神靈和天命的敬畏與重人的一面。

## 家世
皇甫枚的家族起源於周代，為世家望族。在安定皇甫八祖中，皇甫枚屬六祖皇甫旗一系，此系以皇甫嵩與皇甫謐最著名。
- 高祖：皇甫胤，齊州刺史。
- 曾祖：皇甫澈，秘書省正字、御史中丞、御史、尚書郎、歷硤、蜀二州刺史、劍南西川節度副使檢校尚書吏部郎中。
- 祖父：皇甫曙，澤州刺史、絳州刺史、汝州刺史、贈尚書右丞、後又贈吏部尚書。
- 外祖父：白敏中，詩人白居易從弟[3]。
- 父親：皇甫煒，祕書省校書郎、轉運巡官、太常寺協律、大理評事、都防御判官、右拾遺、太常博士、主客員外郎、倉部員外郎、撫州刺史。

## 著作
《三水小讀》是皇甫枚在天佑庚午年間（910年）客居在汾晉（今山西省）時所著，是一本以咸通年間異聞軼事為材寫成的傳奇小說。《三水小牘》原有三卷，因佚散的緣故，現存的版本有兩卷版與一卷版，兩者均為後人編輯本。《三水小牘》目前現存49篇作品，《太平廣記》中收錄36篇，根據內容主要可分為四大類，分別為奇人異事、神靈鬼怪、徵應報應與地理札記。
在此書中，皇甫枚同時採用浪漫主義與現實主義的創作手法。浪漫主義展現在皇甫枚藉由想像力以塑造人物的形象與個性；現實主義表現於對現實生活的描寫，藉此展現咸通年間的社會狀況。

## 評價
繆荃孫《三水小牘序》：「（枚）終老汾普，蓋身居亂世，心繫本朝，寧投草莽而不肯為梁之僕臣。其清風介節，與羅昭諫、韓致堯相似，真唐之遺民也。」